# لانچ‌پد
لانچ‌پد (به انگلیسی: Launchpad) نام یک وب‌سایت اینترنتی و همچنین یک نرم‌افزار مبتنی بر وب است که به کاربران این امکان را می‌دهد که نرم‌افزارهای آزاد خود را در آن گسترش و توسعه دهند . لانچ‌پد توسط شرکت کنونیکال پشتیبانی و توسعه داده می‌شود.این در حالیست که عملاً هر کسی می‌تواند در توسعهٔ آن کمک کند. در ۲۱ ژوئیه ۲۰۰۹ کدهای لانچ‌پد تحت مجوز گنو Affero General Public License انتشار داده شد.